# 砂川憲和
砂川 憲和（すながわ・のりかず、1974年6月26日 - 2006年4月22日）は、奈良県出身の演奏家。琴古流の尺八奏者であり、和楽器バンド・ZAN結成時からのリーダーでもあった。

## 来歴・人物
10歳の頃からフルートを習い始め、大阪教育大学芸術音楽コース・フルート専攻へ進学し、オーケストラや室内楽の活動を行う。1998年、フランス・パリU.F.A.M 国際コンクール・フルート高等部門で入賞。
フルートの演奏技術を磨くために海外へ渡るが、留学先を探すべくヨーロッパ数十ヶ国を旅行して様々な音楽を聴き歩いているうちに、偶然パリで開かれていた尺八と箏の演奏会を聴き感動、帰国後は、高校の音楽教師を務める傍ら、本格的に琴古流と普化宗（虚無僧）の尺八奏法を学び、同時に国境とジャンルにとらわれない音楽活動を始める。また、インドネシアのパランカラヤ市においてダヤッ族のガムランと共演し、韓日記念民族楽団ソウル公演や、日本音楽集団エクアドル公演にも出演した。
その後、小湊昭尚（民謡・小湊流三代目）、市川慎（生田流清絃会四代目）と出会い、2002年にZANを結成。2004年7月7日、ミニアルバム「風籟～Furai～」(avex rhythm zoneレーベル)でメジャーデビュー。その後シングル2枚、ミニアルバム2枚の作品を発表、ライブ活動など精力的に活動していた。
誰よりも両親を尊敬し、シャガール、黒澤明、新渡戸稲造を敬愛。また納豆とハーブティーが好物で、読書が趣味であり、そして無類の登山愛好家としても有名だった。
2006年4月17日に栃木県宇都宮市で行われたライブを無事に終え、翌18日に日光市の女峰山へ単独登山で入山。山頂付近で滑落。同月22日、女峰山に入山した登山家が山頂付近の崖下に倒れている砂川を発見。死亡が確認された。31歳没。
「死ぬ時は最後まで音楽家として、そして、好きな場所で死にたい。」と、生前度々口にしていた通りの、彼らしい最期であった。
なお、2006年11月25日にZANが小湊と市川の二人で再出発することが決まり、その第1弾として2007年1月24日にアルバム「絆」が発売され、アルバムには砂川が生前に用意していた楽曲「絆」を完成させ、収録した。